# Grupo Escolar Orosimbo Maia
O Quarto Grupo Escolar Orosimbo Maia foi construído em 1923 na cidade de Campinas, no interior do estado de São Paulo, no Brasil. Recebeu alunos das famílias de operários e de trabalhadores da região e contava com 12 salas de aula, operando em dois períodos, sendo assim o maior grupo escolar da cidade. Atualmente, é denominado Escola Orosimbo Maia. 
Orosimbo Maia foi prefeito de Campinas por três mandatos, durante quase vinte anos. Atualmente, há também uma avenida em Campinas nomeada em sua homenagem.

## História
Resultado da expansão territorial de Campinas e de um discurso de restauração econômica e social da cidade após a epidemia de febre amarela, o Quarto Grupo Escolar Orosimbo Maia evidencia que, com o surgimento da República, os investimentos em educação foram intensificados e o governo assumiu a responsabilidade de criar escolas primárias e secundárias para suprir o grande número de jovens fora da escola. Eis que surgem os Grupos Escolares, visando atender as camadas populares. 

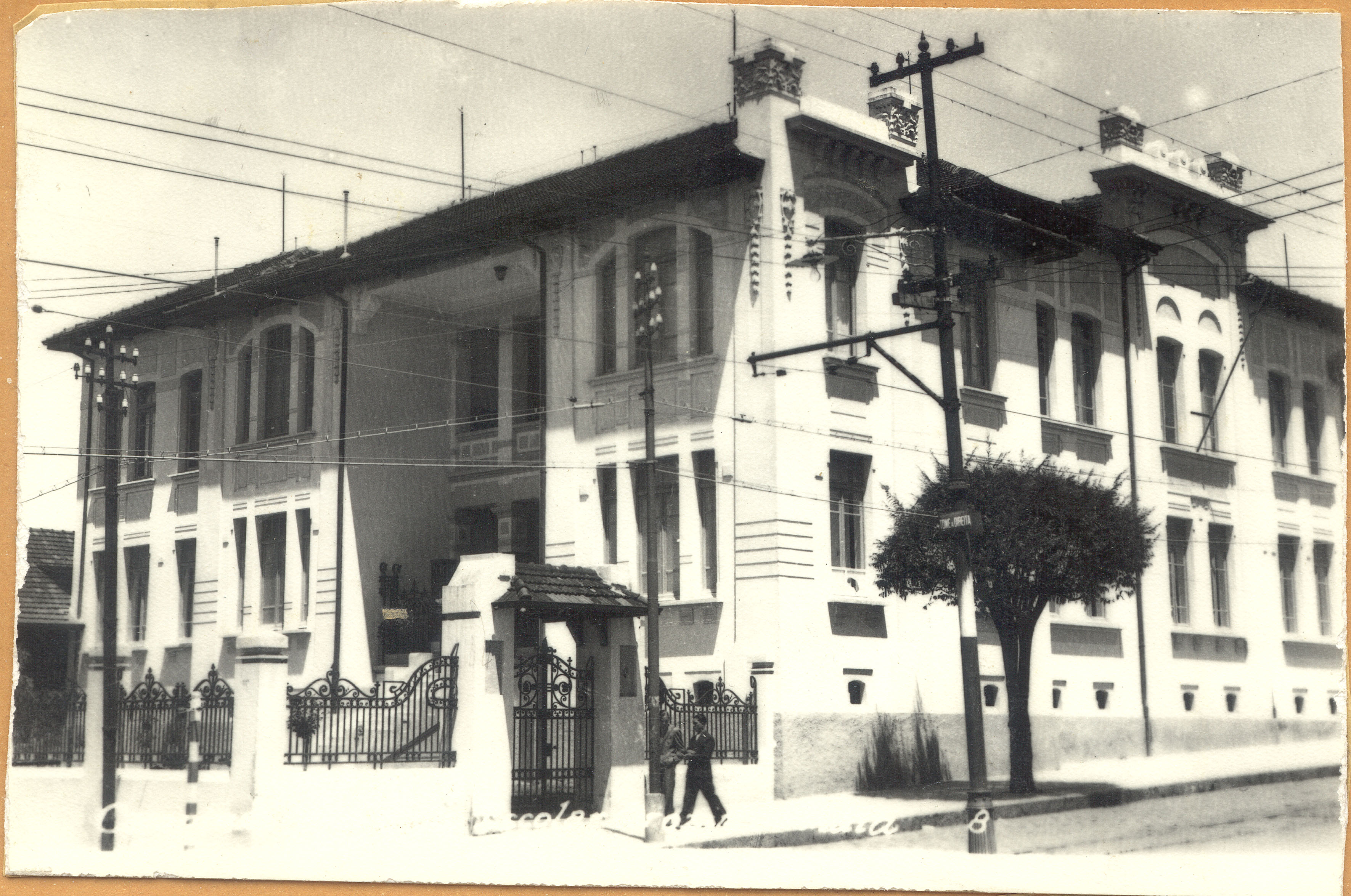
4º Grupo Escolar Orozimbo Maia (década de 1940)

Campinas recebe seu primeiro grupo escolar (Grupo Escolar Francisco Glicério) no ano de 1897, o segundo em 1900, (Grupo Escolar Dr. Quirino dos Santos), o terceiro em 1910 (Grupo Escolar Artur Segurado) e em 1923 o quarto grupo escolar, denominado posteriormente como Grupo Escolar Orosimbo Maia.
Instalada nas imediações da estação ferroviária de Campinas, a escola difere das anteriores desde o seu nascimento. No momento de sua construção já contava com 12 salas de aula funcionando em dois períodos, o que garantia 24 classes de ensino primário, contra 8 salas no GE Francisco Glicério e 10 salas, tanto no Grupo Escolar Dr. Quirino dos Santos, quanto no Grupo Escolar Artur Segurado, sendo assim, após a sua instalação, a maior instituição pública de ensino primário da cidade.
É criado com o nome de Quarto Grupo Escolar de Campinas e, em 1939, ano da morte de Orosimbo Maia, advogado e importante político e cidadão local, é denominado Grupo escolar Orosimbo Maia. Posteriormente, o grupo tem a implantação de séries ginasiais, deixando de ser exclusivamente dedicado ao ensino primário e em 1970 passa a ser Escola Estadual Orosimbo Maia.
Atualmente, a Escola Estadual Orosimbo Maia está implantada em terreno de 2873,70 m², sendo composta por um edifício principal, tendo em anexo galpão coberto com instalações sanitárias e outras salas e quadra poliesportiva coberta. 

## Tombamento
O Grupo Escolar Orosimbo Maia é uma das 126 escolas públicas construídas pelo Estado de São Paulo entre as décadas de 1890 e 1930, em um período de inovação e modulação das políticas públicas educacionais. São denominadas "Escolas construídas pelo Governo", o conjunto foi tombado pelo Conselho de Defesa do Patrimônio Histórico (órgão de patrimônio cultural do estado de SãoP Paulo) pela Resolução 60 de 21/07/2010, inscrito no Livro do Tombo Histórico.